# The Man Who Fights Alone
The Man Who Fights Alone (bra Um Homem de Honra) é um filme estadunidense de 1924, do gênero drama, dirigido por Wallace Worsley para a Famous Players-Lasky e estrelado por William Farnum e Lois Wilson.
É considerado um filme perdido.

## Elenco
- William Farnum - John Marble
- Lois Wilson - Marion
- Edward Everett Horton - Bob Alten
- Lionel Belmore - Meggs
- Barlowe Borland - Mike O'Hara
- George Irving - Dr. Raymond
- Anne Shirley - Dorothy (*creditada como Dawn O'Day)
- Rose Tapley - Aunt Louise
- Frank Farrington - Struthers